# Cape York (meteorite)
Cape York è un meteorite caduto nel nord della Groenlandia circa 10.000 anni fa.

## Storia
Le masse Ahnighito (la Tenda), Woman (la Donna) e Dog (il Cane) erano già conosciute dal popolo degli Inuit da secoli ed utilizzate come fonte di metallo per la creazione di arpioni e strumenti. Le prime voci dell'esistenza di queste masse metalliche raggiunse la comunità scientifica nel 1818. Cinque spedizioni tra il 1818 e il 1883 fallirono lo scopo di individuarne la posizione. Furono finalmente trovate da Robert Peary, il famoso esploratore artico, che nel 1894 con l'aiuto di una guida locale le localizzò sull'isola di Saviksoah, al largo di Capo York.
A Peary occorsero tre anni per organizzare il difficile spostamento delle meteoriti e il successivo imbarco. Per compiere l'opera fu necessaria addirittura la costruzione di un'apposita ferrovia, la prima in Groenlandia.
L'esploratore fu ripagato dei suoi sforzi dall'American Museum of Natural History di New York che acquistò gli esemplari, tuttora in mostra nelle sue sale, per 40.000 dollari.
Nel 1963 Vagn F. Buchwald recuperò vicino ad Agpalilik un esemplare, detto the Man (l'Uomo), secondo per dimensioni solo ad Ahnighito e del peso di 20 t. Nella squadra che partecipò a tale recupero ricordiamo Per Kirkeby, che l'anno seguente conseguirà la laurea in geologia artica.
Visto che nessun pavimento avrebbe retto il peso di Ahnighito, la massa principale di 31 tonnellate in mostra nella sala Arthur Ross Hall, il museo dovette realizzare un robusto supporto appoggiato direttamente sullo strato roccioso al di sotto del museo.

## Composizione e classificazione
Si tratta di un meteorite ferroso di tipo IIIAB. Le inclusioni di troilite rappresentano circa il 5,6% della massa.

## Esemplari
I principali frammenti recuperati del meteorite di Cape York portano tutti un nome proprio:
1. Ahnighito (la Tenda), 30.900 kg[4], 1894-1897, Meteorite Island, 76°04'N - 64°58'W
2. the Woman (la Donna), 3.000 kg[4], 1897, Saveruluk, 76°09'N - 64°56'W
3. the Dog (il Cane), 400 kg, 1897, Saveruluk, 76°09'N - 64°56'W
4. Savik I, 3.402 kg[4], 1913, Savequarfik, 76°08'N - 64°36'W
5. Thule, 48 kg, 1955
6. Savik II, 7,8 kg, 1961, Savequarfik, 76°08'N - 64°36'W
7. Agpalilik o the Man (l'Uomo), 20.000 kg[4], 1963, Agpalilik, 76°09'N - 65°10'W
8. Tunorput, 250 kg, 1984

Attualmente Ahnighito, the Woman e the Dog sono conservati presso l'American Museum of Natural History di New York, mentre Agpalilik è nel Museo Geologico dell'Università di Copenaghen.

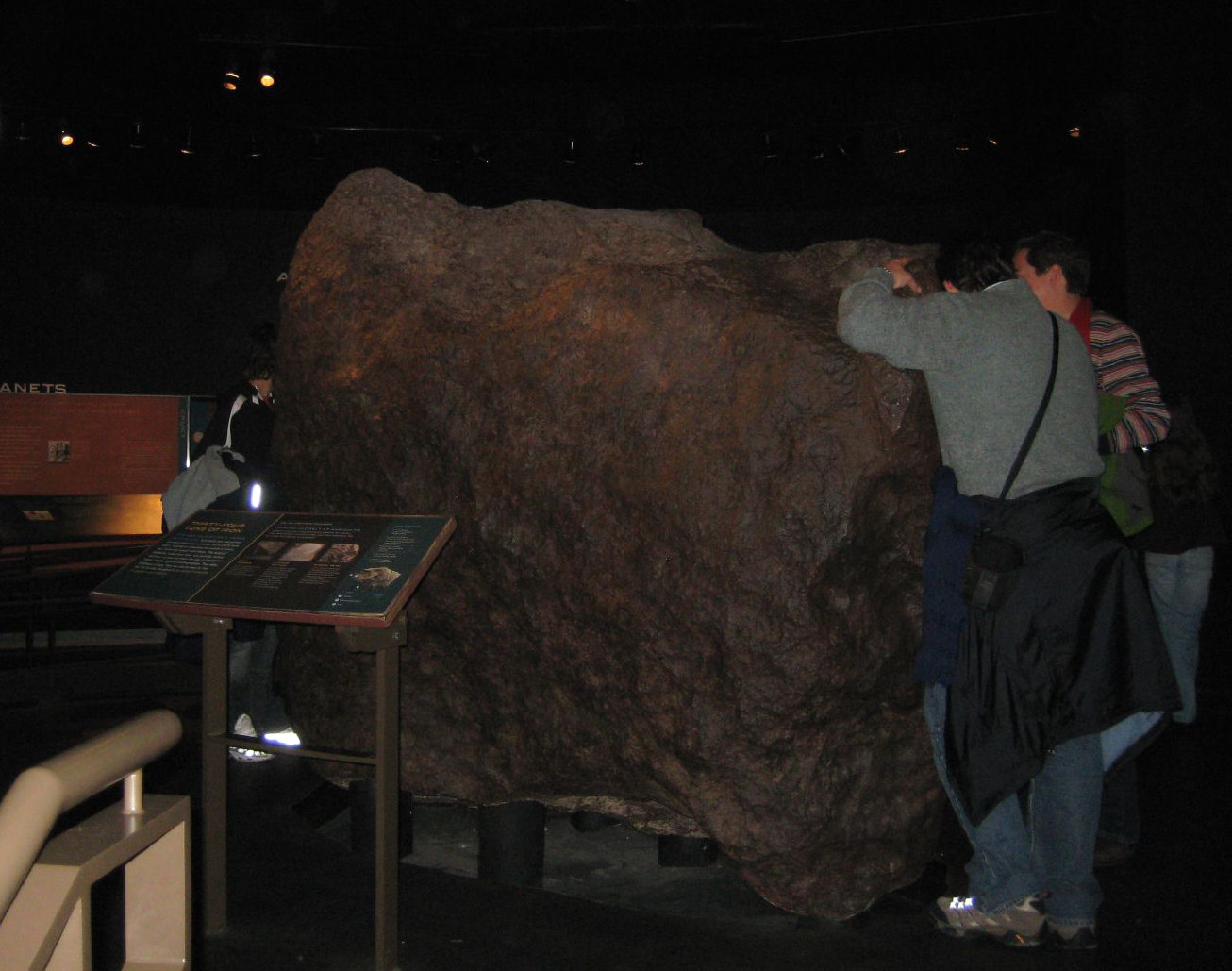
Ahnighito
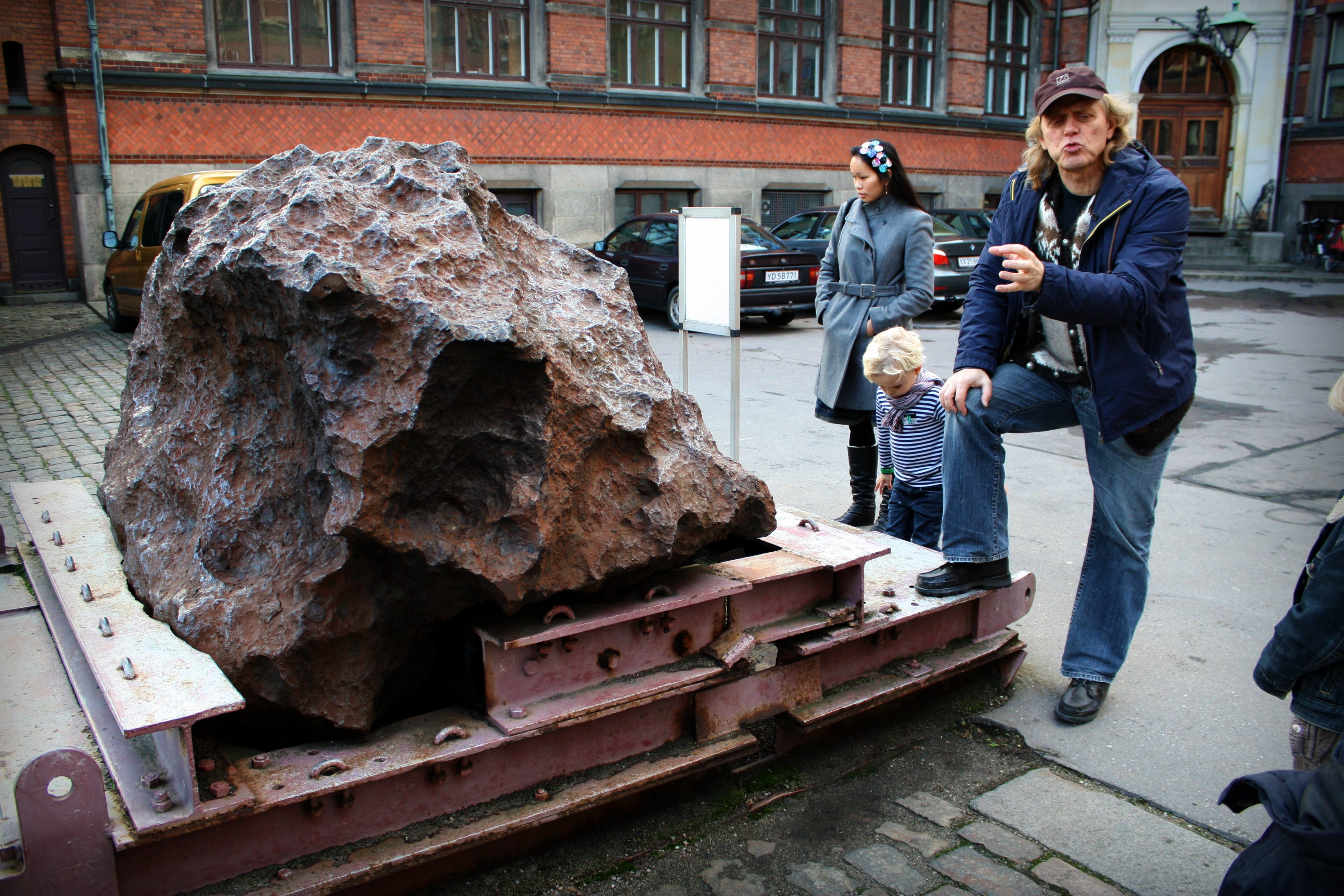
Agpalilik